# Liste der Bodendenkmäler in Egloffstein
Auf dieser Seite sind die Bodendenkmäler in dem oberfränkischen Markt Egloffstein zusammengestellt. Diese Tabelle ist eine Teilliste der Liste der Bodendenkmäler in Bayern. Grundlage ist die Bayerische Denkmalliste, die auf Basis des Bayerischen Denkmalschutzgesetzes vom 1. Oktober 1973 erstmals erstellt wurde und seither durch das Bayerische Landesamt für Denkmalpflege geführt wird. Die folgenden Angaben ersetzen nicht die rechtsverbindliche Auskunft der Denkmalschutzbehörde.

## Bodendenkmäler in Egloffstein
| Lage       | Objekt | Akten-Nr.     | Bild |
| ---------- | --- | ------------- | ---- |
| (Standort) | Ringwallanlage vor- und frühgeschichtlicher Zeitstellung sowie Höhensiedlung der Urnenfelderzeit, der späten Hallstattzeit, der frühen Latènezeit, der römischen Kaiserzeit und des frühen Mittelalters | D-4-6233-0073 |      |
| (Standort) | Abris mit Funden vorgeschichtlicher Zeitstellung. | D-4-6233-0076 |      |
| (Standort) | Bestattungsplatz mit Grabhügeln vorgeschichtlicher Zeitstellung mit Bestattungen der Hallstattzeit | D-4-6233-0078 |      |
| (Standort) | Bestattungsplatz mit Grabhügeln vorgeschichtlicher Zeitstellung mit Bestattungen der späten Hallstattzeit                                                                                               | D-4-6233-0079 |      |
| (Standort) | Bestattungsplatz mit Grabhügeln vorgeschichtlicher Zeitstellung. | D-4-6233-0080 |      |
| (Standort) | Vermutlich vorgeschichtliche Höhensiedlung und mittelalterlicher Burgstall „Altes Schloss“ | D-4-6233-0081 |      |
| (Standort) | Körpergräber vorgeschichtlicher Zeitstellung. | D-4-6233-0082 |      |
| (Standort) | Vorgeschichtliches Grabhügelfeld. | D-4-6233-0083 |      |
| (Standort) | Grabhügelfeld der späten Hallstattzeit. | D-4-6233-0086 |      |
| (Standort) | Siedlung des Neolithikums und der Hallstattzeit. | D-4-6233-0087 |      |
| (Standort) | Grabhügelfeld vorgeschichtlicher Zeitstellung. | D-4-6233-0094 |      |
| (Standort) | Siedlung der Urnenfelderzeit und der jüngeren Latènezeit. | D-4-6233-0139 |      |
| (Standort) | Siedlung des Endneolithikums (Glockenbecherzeit). | D-4-6233-0140 |      |
| (Standort) | Bestattungsplatz mit Grabhügeln vorgeschichtlicher Zeitstellung mit Bestattungen der Hallstattzeit und der frühen Latènezeit                                                                            | D-4-6233-0173 |      |
| (Standort) | Untertägige Bauteile bestehender Bauten und Wehreinrichtungen sowie Fundamente abgegangener Gebäude der mittelalterlichen bis neuzeitlichen Burganlage in Hundshaupten                                  | D-4-6233-0201 |      |
| (Standort) | Bestattungsplatz mit Grabhügeln vorgeschichtlicher Zeitstellung. | D-4-6233-0218 |      |
| (Standort) | Archäologische Befunde des Mittelalters und der frühen Neuzeit, darunter solche von Vorgängerbauten, im Bereich der ehem. Ganerbenburg Egloffstein                                                      | D-4-6233-0240 |      |
| (Standort) | Archäologische Befunde des Mittelalters und der frühen Neuzeit im Bereich der frühneuzeitlichen Pfarr- und Schlosskirche von Egloffstein                                                                | D-4-6233-0241 |      |
| (Standort) | Untertägige Bauteile der spätmittelalterlichen bis frühneuzeitlichen Pfarrkirche, vermutlich Fundamente eines Vorgängerbaus sowie Körpergräber des Mittelalters und der Neuzeit                         | D-4-6233-0244 |      |
| (Standort) | Höhle mit Funden und Bestattungen der späten Hallstattzeit und der frühen Latènezeit. | D-4-6333-0001 |      |
| (Standort) | Untertägige Bauteile der spätmittelalterlichen Kirchenruine. | D-4-6333-0002 |      |
| (Standort) | Siedlung der römischen Kaiserzeit. | D-4-6333-0028 |      |
| (Standort) | Freilandstation des Mesolithikums sowie Siedlung der Urnenfelderzeit und der jüngeren Latènezeit | D-4-6333-0109 |      |
| (Standort) | Siedlung der Urnenfelderzeit. | D-4-6333-0124 |      |
| (Standort) | Pingenfeld vor- und frühgeschichtlicher oder mittelalterlicher Zeitstellung. | D-4-6333-0154 |      |
| (Standort) | Hohlwege vermutlich des Mittelalters oder der Neuzeit. | D-4-6333-0155 |      |
| (Standort) | Verhüttungsplatz vermutlich des späten Mittelalters oder der frühen Neuzeit. | D-4-6333-0190 |      |